# Endspurt
Endspurt (engl. finish, final spurt, final sprint) bezeichnet das Anziehen des Tempos am Ende eines längeren sportlichen Rennens.

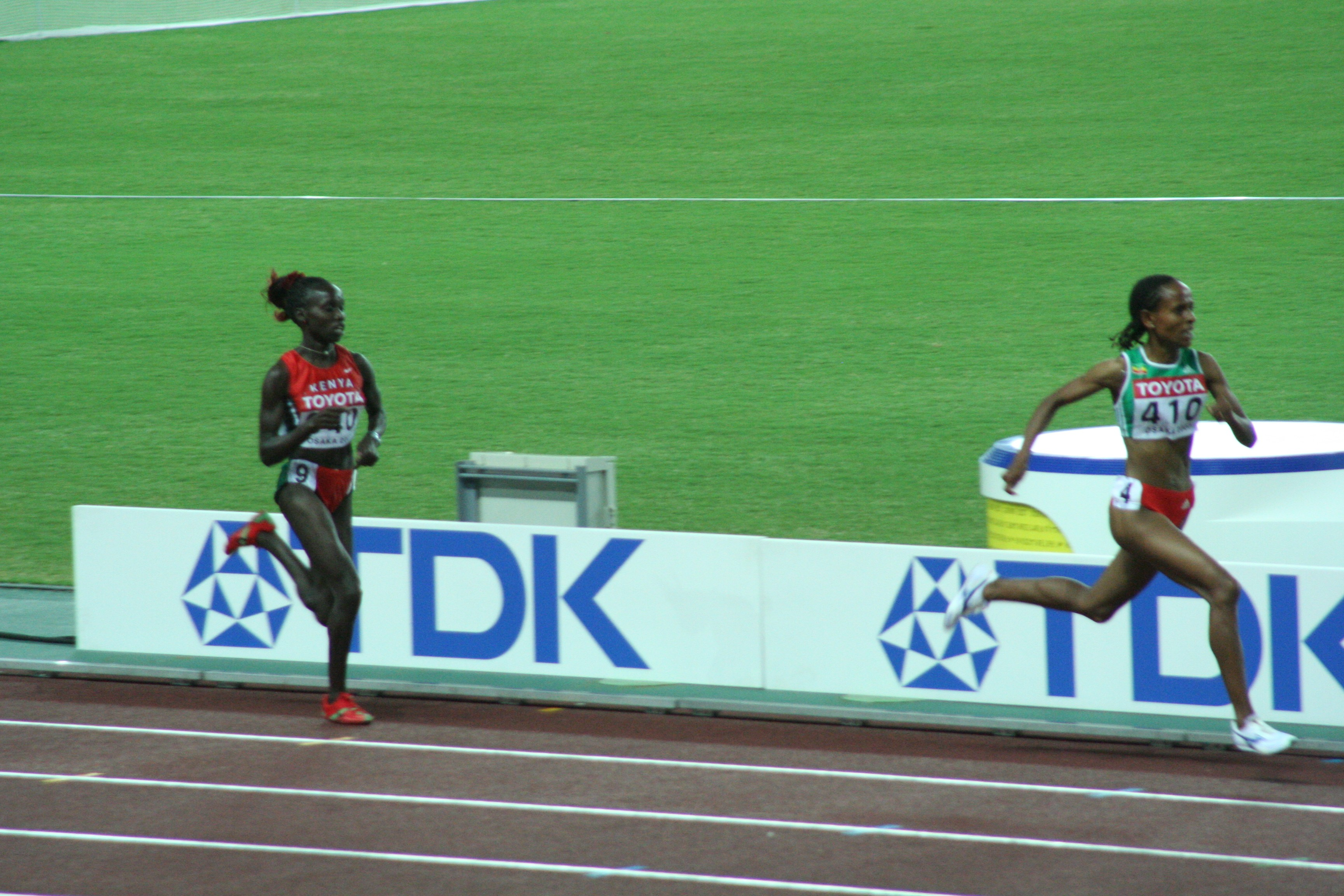
Endspurt beim 5000-m-Lauf

Der Begriff ist im Deutschen verhältnismäßig jung, seine Etymologie nicht vollständig nachvollziehbar. Erst im 19. Jahrhundert ist „Spurt“ für einen schnellen Lauf (Sprint) belegt, vermutet wird die Herkunft aus dem englischen spurt, das „Sprint“ oder „Spritzen“ bedeutet.
Ursprünglich aus dem Bereich des Laufsports, wird der Begriff heute in den meisten durch Menschenkraft ausgeführten Rennsportarten, also beispielsweise auch Radsport, Rudern oder Skilanglauf angewandt. Bei Mittel- oder Langstrecken-Distanzen ist es für den Sportler erforderlich, mit der Energie zu haushalten, die Durchschnittsgeschwindigkeit ist also erheblich geringer als bei kurzen Distanzen. Kurz vor Ende eines Rennens kann die Geschwindigkeit dann noch einmal angezogen werden, um die letzten vorhandenen Kraftreserven zu nutzen. Die Wahl des Beginns für den Endspurt ist in einigen Sportarten auch Teil der Renntaktik. Das zu frühe Einleiten des Endspurts kann zu Maximalwerten der Milchsäure-Konzentration im Gewebe führen und den Sportler so sehr ermüden, dass er den Lauf vor dem Ziel beenden muss.

## Funktion
Bei einem Endspurt sollen für gewöhnlich die letzten Reserven mobilisiert werden, um am Schluss noch mal an Tempo zuzulegen. Bei kurzen Strecken (400 m und weniger) ist dies nicht möglich, da sowieso fast den ganzen Lauf über auf Höchstgeschwindigkeit gelaufen wird. Aber auch hier ist das als Hinweis zu sehen, auf den letzten Metern nicht im Tempo nachzulassen. Im Zusammenhang eines Wettlaufs ist der Endspurt die letzte Chance vor dem Ziel, zu gewinnen oder aber die Platzierung zu verbessern.

## Übertragene Bedeutungen
Auch im allgemeinen Sprachgebrauch ist das Wort Endspurt üblich und meint ganz allgemein eine Aktivität, die in die letzte Phase übergeht. Der Bedeutungszusammenhang kann dabei ein sehr individueller sein (Gehe mal in den Endspurt! = Komm mal schnell zu Ende mit Deiner Aktivität), aber auch ein sehr allgemein-gesellschaftlicher (Der Wahlkampf geht jetzt in den Endspurt!). Die Tendenz ist aber gleich, der dynamische, aktive, zielgerichtete Abschluss einer Aktivität.